# Poliantea

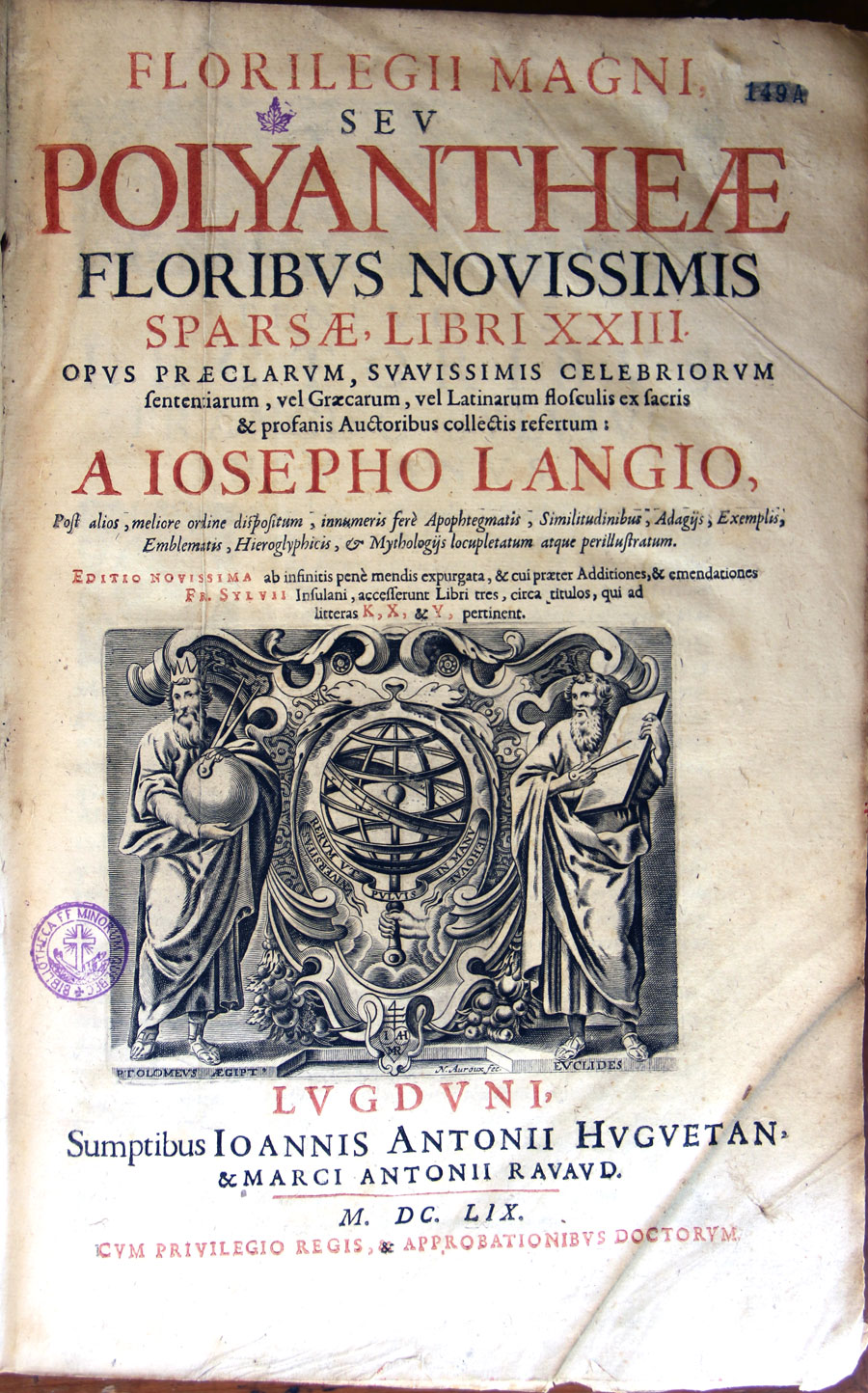
Portada de una Polyanthea (Lyon, 1659)

Se denominan polianteas (del griego polyanthea, "muchas flores") las colecciones misceláneas enciclopédicas de materiales de la cultura clásica grecolatina y la historia sagrada que se realizaron entre los siglos XVI y XVIII, generalmente en lengua latina.

## Definición
Se trata de agrupaciones de tópicos literarios, cronologías, santorales, biografías escuetas, iconografías, bestiarios, herbarios, lapidarios, galerías de personajes ilustres, epítetos, apotegmas, exempla, anécdotas, fábulas, repertorios mitológicos, etimológicos, onomásticos, topográficos y doxográficos etcétera, que se realizaron con la intención de subvenir a las necesidades de los catorce ejercicios de composición retórica o progymnasmata. Deben distinguirse claramente de las llamadas misceláneas, que están escritas en lengua vulgar, en orden más o menos asistemático y no en la forma directamente didáctica del tratado, sino en otra más literaria y divulgativa (diálogo, epístola, ensayo) incorporando además materiales del mundo moderno y no solo del grecolatino clásico.
Los poetas, oradores, predicadores, pintores y artistas en general necesitaban para realizar su labor una ayuda erudita experta como fuente de erudición o de invención a la que recurrir cuando faltara guía a sus producciones artísticas.

## Historia
Ya en época griega y romana se realizaron enciclopedias más o menos compendiosas. En Grecia, autores como Plutarco y los eruditos helenísticos parecen intentarlo y los bizantinos compusieron enciclopedias como la Suda; en Roma, Plinio el Viejo y Aulo Gelio responden a esa inspiración, que en la Edad Media se exageró con la intención de salvar para el cristianismo lo útil de la cultura grecolatina clásica a través de los compendios enciclopédicos de San Isidoro de Sevilla, Rabano Mauro y Marciano Capella, entre otros.

## Nómina
Muchos humanistas se dedicaron a esta labor elaborando estas enciclopedias, cuyos títulos solían ser Polyanthea, Officina, Sylva, Hortus floridus, Thesaurus, Theatrum, Syntaxis, Panoptikon, Argumenta y sus equivalencias en lengua vulgar, traspantadas con frecuencia al género más asistemático de la miscelánea: Teatro, Fábrica, Jardín, Florilegio, Plaza. Los escritores más famosos de este tipo de compendios fueron sin duda Jean Tixier (autor de las celebérrimas Officina y Cornucopiae), Domenico Nani Mirabelli, Joseph Lange, Janus Gruterus, Nicolás Caussin, Polidoro Virgilio, Theodor Zwinger, Ludovicus Caelius Rhodiginus, Carolus Stephanus, Robertus Stephanus, Tomaso Garzoni... hasta llegar a dos centenares de autores, algunos de los cuales compusieron repertorios más especializados en áreas temáticas, como los humanistas Erasmo de Róterdam, coleccionista de adagios, u Ottavio Fiovaranti, que dirigía su poliantea a los poetas. En España escribieron o adaptaron estos repertorios en lengua vulgar Cristóbal Suárez de Figueroa, quien refundió la obra de Garzoni en una Plaza universal; Juan de Aranda, autor de unos Lugares comunes de conceptos, dichos y sentencias en diversas materias; Baltasar de Vitoria, Juan de la Cueva y muchos otros; Tomás de Trujillo y fray Luis de Granada compilaron polianteas doxográficas útiles para los predicadores.